# Jeff Beukeboom
Jeffrey Scott Beukeboom, dit Jeff Beukeboom (né le 28 mars 1965 à Ajax en Ontario au Canada) est un joueur de hockey sur glace professionnel canadien qui évoluait au poste de défenseur.

## Biographie

### Carrière junior et professionnelle
À l'adolescence, il a joué au Hockey Junior B à Newmarket où il cumula 218 minutes de pénalités en seulement 49 matchs. Ensuite, il joue pour les Greyhounds de Sault Ste. Marie de 1982 à 1985, une équipe qui avait récemment compté sur des vedettes telles le gardien John Vanbiesbrouck et Wayne Gretzky. Jeff s'établit rapidement comme un pilier à la défense et lentement mais sûrement son jeu s'améliora assez pour attirer l'attention des dépisteurs des Oilers d'Edmonton de la Ligue nationale de hockey qui le sélectionnent en 1983 au 19e rang et l'année suivante il représenta le Canada à la Coupe mondiale junior de hockey. Deux saisons plus tard, il fait ses débuts professionnels pour les Oilers de la Nouvelle-Écosse de la Ligue américaine. Saisissant sa chance, il brilla tellement à la défense qu'il fut nommé dans la première équipe d'étoiles. Il se démarqua si bien qu'Edmonton l'appela pour disputer un match des séries éliminatoires.
Il a gagné à trois reprises la coupe Stanley avec les Oilers (1987, 1988, 1990). Les Oilers d'Edmonton étaient une puissance dans les années 1980. Tout indiquait que Beukeboom aurait une longue carrière à Edmonton, mais les circonstances économiques en décidèrent autrement. À la saison 1991-1992, la direction des Oilers était préparée pour faire une vente de feu. Ayant échangé Gretzky aux Kings de Los Angeles trois ans auparavant, Edmonton était prête maintenant à se départir de son autre joueur vedette, Mark Messier. Le 4 octobre 1991, Messier prit la direction de New York dans un échange pour Bernie Nicholls, Steven Rice et Louie DeBrusk. L'entente comprenait des considérations futures des deux côtés pour compléter la transaction. Cinq semaines plus tard, les Oilers envoient Beukeboom aux Rangers pour David Shaw, finissant l'échange de Messier et donnant à Beukeboom la chance de sa vie pour sa carrière de hockeyeur.
Joueur à gros gabarit, il devient un défenseur robuste et un joueur important de plus qu'il jouait aux côtés de Brian Leetch, le défenseur vedette des Rangers. Il gagna une quatrième coupe Stanley en 1994 avec les Rangers. Leur dernière conquête remontait en 1940, il y avait 54 ans. Il est le joueur le plus puni des Rangers pendant trois années consécutives : (1992-1993, 1993-1994, 1995-1996). 
Durant la saison 1993-1994 de la coupe Stanley des Rangers, le Madison Square Garden acclamait avec bruit ses Rangers qui allaient faire l'histoire. Mais une fois de temps en temps un tonitruant "BEUUU!" résonnait dans le Garden. Les fans montraient leur appréciation pour Beukeboom dans ce chant, cet air faisant référence à son nom de famille. Ce cri se fit entendre chaque fois qu'il délivrait une mise en échec ou en aidant à tuer une pénalité.
Après la conquête de la coupe de 1994, il continua à bien faire, accumulant 220 minutes de pénalités en 1995-1996. Il fit impression en dehors de la glace également, travaillant pour plusieurs causes de charité incluant le programme Ice Hockey in Harlem. - "Nous avons une obligation de donner en retour, spécialement les athlètes et les autres qui servent comme modèles pour les jeunes. C'est extrêmement important. J'ai été très particulièrement chanceux de pouvoir apporter beaucoup à l'IHIH, car là je voyais les jeunes mûrir et se développer dans le sport que j'aime tellement", de dire Beukeboom. Pour sa générosité, il fut récompensé par le Rangers Crumb Bum Award pour services donnés aux jeunes locaux en 1996.
Sa carrière a pris fin au mois de novembre 1998 face aux Kings de Los Angeles alors que le bagarreur Matt Johnson lui a donné un coup vicieux derrière la tête. Matt Johnson fut suspendu pour 12 matchs pour ce geste. Jeff Beukeboom aurait eu un traumatisme crânien au 3e degré. Il est revenu au jeu au mois de février 1999, mais il a eu une collision mineure contre un joueur ce qui a aggravé la blessure. Il garde encore des séquelles de cette blessure. À la fin du mois, Beukeboom a eu des maux de tête, des pertes de mémoire, la nausée et des problèmes psychologiques. Le médecin de l'équipe lui a affirmé que sa carrière dans la LNH est terminée. Au mois de juillet 1999, il annonce officiellement qu'il prend sa retraite. Dans la LNH, il a joué 804 matchs, 1890 minutes de pénalités, situé au deuxième rang dans l'histoire des Rangers aux joueurs les plus punis.
Il a aussi gagné quatre coupes Stanley.

### Carrière d'entraîneur
Il revient dans le monde du hockey en étant l'entraineur-adjoint des Roadrunners de Toronto dans la Ligue américaine de hockey (LAH) en 2003-2004. Les Roadrunners sont le club-école des Maple Leafs de Toronto. En 2005, il est le président des Muskies de Lindsay, une équipe dans la province de l'Ontario.

## Parenté dans le sport
Il est le cousin du joueur de hockey professionnel, Joe Nieuwendyk et le neveu du joueur de hockey, Ed Kea.
Il a deux frères, John et Brian et est le père de Brock Beukeboom.

## Statistiques
| Saison     | Équipe                         | Ligue      |     | Saison régulière | Saison régulière | Saison régulière | Saison régulière | Saison régulière |    | Séries éliminatoires | Séries éliminatoires | Séries éliminatoires | Séries éliminatoires | Séries éliminatoires |
| Saison     | Équipe                         | Ligue      | PJ  | B                | A                | Pts              | Pun              | PJ               | B  | A                    | Pts                  | Pun                  |                      |                      |
| 1981-1982  | Flyers de Newmarket            | OJHL       | 49  | 5                | 30               | 35               | 218              |                  |    |                      |                      |                      |                      |                      |
| 1982-1983  | Greyhounds de Sault Ste. Marie | LHO        | 70  | 0                | 25               | 25               | 143              | 16               | 1  | 4                    | 5                    | 46                   |                      |                      |
| 1983-1984  | Greyhounds de Sault Ste. Marie | LHO        | 61  | 6                | 30               | 36               | 178              | 16               | 1  | 7                    | 8                    | 43                   |                      |                      |
| 1984-1985  | Greyhounds de Sault Ste. Marie | LHO        | 37  | 4                | 20               | 24               | 85               | 16               | 4  | 6                    | 10                   | 47                   |                      |                      |
| 1985-1986  | Oilers de la Nouvelle-Écosse   | LAH        | 77  | 9                | 20               | 29               | 175              | --               | -- | --                   | --                   | --                   |                      |                      |
| 1985-1986  | Oilers d'Edmonton              | LNH        | --  | --               | --               | --               | --               | 1                | 0  | 0                    | 0                    | 4                    |                      |                      |
| 1986-1987  | Oilers de la Nouvelle-Écosse   | LAH        | 14  | 1                | 7                | 8                | 35               | --               | -- | --                   | --                   | --                   |                      |                      |
| 1986-1987  | Oilers d'Edmonton              | LNH        | 44  | 3                | 8                | 11               | 124              | --               | -- | --                   | --                   | --                   |                      |                      |
| 1987-1988  | Oilers d'Edmonton              | LNH        | 73  | 5                | 20               | 25               | 201              | 7                | 0  | 0                    | 0                    | 16                   |                      |                      |
| 1988-1989  | Oilers du Cap-Breton           | LAH        | 8   | 0                | 4                | 4                | 36               | --               | -- | --                   | --                   | --                   |                      |                      |
| 1988-1989  | Oilers d'Edmonton              | LNH        | 36  | 0                | 5                | 5                | 94               | 1                | 0  | 0                    | 0                    | 2                    |                      |                      |
| 1989-1990  | Oilers d'Edmonton              | LNH        | 46  | 1                | 12               | 13               | 86               | 2                | 0  | 0                    | 0                    | 0                    |                      |                      |
| 1990-1991  | Oilers d'Edmonton              | LNH        | 67  | 3                | 7                | 10               | 150              | 18               | 1  | 3                    | 4                    | 28                   |                      |                      |
| 1991-1992  | Oilers d'Edmonton              | LNH        | 18  | 0                | 5                | 5                | 78               | --               | -- | --                   | --                   | --                   |                      |                      |
| 1991-1992  | Rangers de New York            | LNH        | 56  | 1                | 10               | 11               | 122              | 13               | 2  | 3                    | 5                    | 47                   |                      |                      |
| 1992-1993  | Rangers de New York            | LNH        | 82  | 2                | 17               | 19               | 153              | --               | -- | --                   | --                   | --                   |                      |                      |
| 1993-1994  | Rangers de New York            | LNH        | 68  | 8                | 8                | 16               | 170              | 22               | 0  | 6                    | 6                    | 50                   |                      |                      |
| 1994-1995  | Rangers de New York            | LNH        | 44  | 1                | 3                | 4                | 70               | 9                | 0  | 0                    | 0                    | 10                   |                      |                      |
| 1995-1996  | Rangers de New York            | LNH        | 82  | 3                | 11               | 14               | 220              | 11               | 0  | 3                    | 3                    | 6                    |                      |                      |
| 1996-1997  | Rangers de New York            | LNH        | 80  | 3                | 9                | 12               | 167              | 15               | 0  | 1                    | 1                    | 34                   |                      |                      |
| 1997-1998  | Rangers de New York            | LNH        | 63  | 0                | 5                | 5                | 195              | --               | -- | --                   | --                   | --                   |                      |                      |
| 1998-1999  | Rangers de New York            | LNH        | 45  | 0                | 9                | 9                | 60               | --               | -- | --                   | --                   | --                   |                      |                      |
| Totaux LNH | Totaux LNH                     | Totaux LNH | 804 | 30               | 129              | 159              | 1 890            | 99               | 3  | 16                   | 19                   | 197                  |                      |                      |

## Trophées et honneurs
- Première équipe d'étoiles de la Ligue de hockey de l'Ontario : 1985